# Мали (Гродненская область)
Мали (бел. Малі) — агрогородок в Гудогайском сельсовете Островецкого района Гродненской области Белоруссии. Расположен в 2 км от города Островец, в 6 км от железнодорожной станции Гудогай, в 256 км от Гродно. В 2014 году в агрогородке проживало 500 человек.

## История
С 1921 года в составе Польши, с 1939 года в составе БССР.

## Население
- 1897 год — 40 дворов, 234 жителей;
- 1905 год — 33 жителя;
- 1938 год — 78 дворов, 347 жителей;
- 1970 год — 435 жителей;
- 2004 год — 166 хозяйство, 492 жителя;
- 2014 год — 500 жителей.

## Инфраструктура
В агрогородке имеется детский сад, два магазина, отделение связи.

## Культура
- Историко-краеведческий музей «Спадчына» ГУО «Мальский детский сад»

## Достопримечательность
- Памятный знак в честь И. А. Гошкевича (скульптор Р. Б. Груша)